# Даугуветис, Борис Францевич

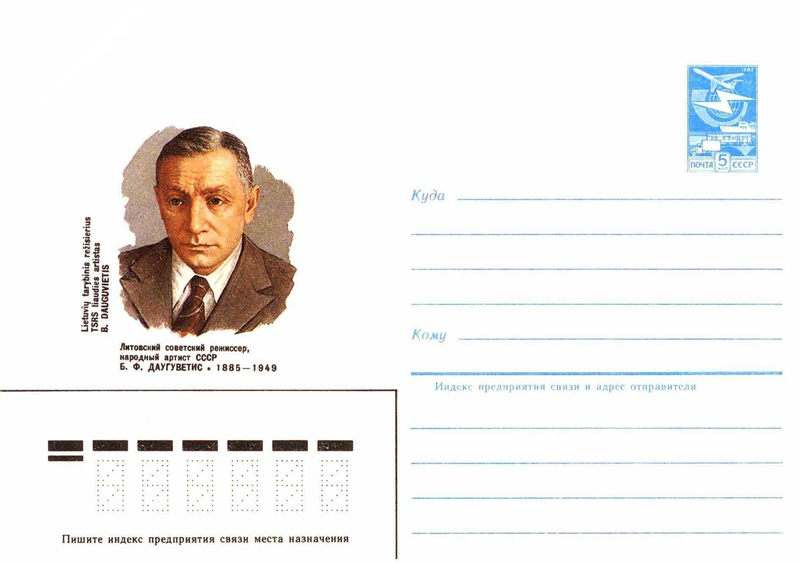
Посвящённый Б. Ф. Даугуветису художественный маркированный конверт СССР 1985 года

Борис Францевич Даугуве́тис (лит. Borisas Dauguvietis; 1885—1949) — советский, литовский актёр, театральный режиссёр, педагог, драматург. Народный артист СССР (1948).

## Биография
Борис Даугуветис родился 26 марта 1885 года в деревне Даугувечай (ныне в Биржайском районе Литвы).
В 1903—1905 годах изучал агрономию и экономику в Рижском политехникуме (ныне Рижский технический университет).
На сцене с 1906 года.
В 1909 году окончил Санкт-Петербургское Императорское театральное училище (ныне Российский государственный институт сценических искусств) (педагоги С. И. Яковлев и В. Н. Давыдов).
В 1909—1913 годах — актёр и режиссёр Театра литературно-художественного общества в Санкт-Петербурге. В 1913—1921 годах работал как актёр и режиссёр в провинциальных театрах России (в том числе руководил антрепризой в Гродно; 1914—1920). В 1921—1923 годах — в Обществе муз Биржай (лит. Mūzos draugija Biržuose).
С 1923 по 1941 год — актёр и режиссёр (с 1940 — главный режиссёр) Каунасского государственного театра (ныне Каунасский государственный драматический театр). В 1924—1933 годах руководил драматической студией при театре. Одновременно (1931—1935) ставил спектакли в Шяуляйском драматическом театре.
В годы фашистской оккупации не работал.
В 1944 по 1949 год — главный режиссёр Государственного театра драмы в Вильнюсе (ныне Национальный драматический театр Литвы). Также руководил драматической студией при театре.
Под влиянием мастера сформировалось целое поколение ведущих актёров и режиссёров литовского театра. Среди его учеников — народные артисты Литовской ССР Е. Биндокайте, Г. Яцкевичюте, заслуженные артисты Литовской ССР А. Кярнагис, Б. Лукошюс, Е. Грикевичюте, А. Радзявичюс и др.
В 1927 году в Каунасе основал журнал «7 meno dienos». Большинство публикаций в журнале было посвящено театру и музыке.
Автор 10 пьес.
Депутат Верховного Совета Литовской ССР 2-го созыва.
Умер 13 июля 1949 года в Вильнюсе. Похоронен на кладбище Расу.

### Семья
- Первая жена — Ольга Кузьмина-Даугуветене (1884—1967), актриса, праведник мира (1985). В браке родилось 5 дочерей, из них:
  - Ксения Даугуветите-Шнюкштене (1912—2004), актриса
  - Анастасия (Ася) Даугуветите-Дубровская (1917—1991)[2]
  - Дара Даугуветите-Ханфман (1920—1996)
  - Елена (Нелли) Даугуветите-Кудабене (1922—2003), актриса
- Вторая жена — Петронеле Восилюте-Даугуветите (1899—1986), актриса, Народная артистка Литовской ССР.
  - Дочь — Галина Даугуветите (1926—2015), актриса, телевизионный режиссёр.

## Творчество

### Каунасский государственный театр

#### Актёр
- 1924 — «Скупой рыцарь» А. С. Пушкина — Барон
- 1930 — «Гамлет» У. Шекспира — Клавдий

#### Режиссёрские работы
- 1924 — «Отелло» У. Шекспира
- 1925 — «Зимняя сказка» У. Шекспира
- 1925 — «Северные богатыри» Г. Ибсена
- 1926 — «Среди цветов» Г. Зудермана
- 1926 — «Visuomenės šulai» Г. Ибсена
- 1927 — «Трагедии веры» Р. Роллана
- 1927 — «Тот, кто получает пощёчины» Л. Н. Андреева
- 1927 — «Принцесса Турандот» К. Гоцци
- 1927 — «За монастырской стеной» Л. Камолетти
- 1927 — «R.U.R.» К. Чапека
- 1928 — «Разбойники» Ф. Шиллера
- 1928 — «Мнимый больной» Мольера
- 1928 — «Школьные товарищи» Л. Фульды
- 1929 — «Неизвестная» А. Биссона
- 1930 — «Холостой отец» Э. Карпентера
- 1930 — «Pūkio pinigai» А. Домантаса-Сакалаускаса
- 1930 — «Витаутас Великий — король» Майрониса
- 1931 — «Дон Карлос» Ф. Шиллера
- 1932 — «Паланга» А. Грицюса
- 1933 — «Новые люди» П. Вайчюнаса
- 1933 — «Kai širdis traukia» С. Капниса
- 1933 — «Педагоги» Отто Эрнста
- 1934 — «Двенадцать братьев — чёрных воронов» С. Чюрлёнене-Кимантайте
- 1934 — «Борьба за свободу» Б. Даугуветиса
- 1937 — «Враг народа» Г. Ибсена
- 1937 — «Мария Стюарт» Ф. Шиллера
- 1937 — «Вишнёвый сад» А. П. Чехова
- 1938 — «Доходное место» А. Н. Островского
- 1939 — «Макбет» У. Шекспира
- 1939 — «Эдип в Колоне» Софокла
- 1940 — «Мещане» М. Горького

### Вильнюсский государственный театр драмы

#### Актёр
- 1948 — «Лес» А. Н. Островского — Несчастливцев
- 1949 — «Зимняя сказка» У. Шекспира — Автолик

#### Режиссёр
- 1947 — «Враги» М. Горького
- 1947 — «Кремлёвские куранты» Н. Ф. Погодина
- 1948 — «Егор Булычов и другие» М. Горького

### Шяуляйский драматический театр

#### Режиссёр
- 1931 — «Принцесса Турандот» К. Гоцци

### Пьесы
- «Новая борозда» (1945)
- «Боевое задание» (1946)
- «Усадьба Жалдокаса» (1948)
- «Учительница Sukackienė»
- «Naktigonė»

## Награды и звания
- Заслуженный деятель искусств Литовской ССР (1946)
- Народный артист СССР (1948)
- Сталинская премия второй степени (1947) — за постановку спектакля «Враги» М. Горького

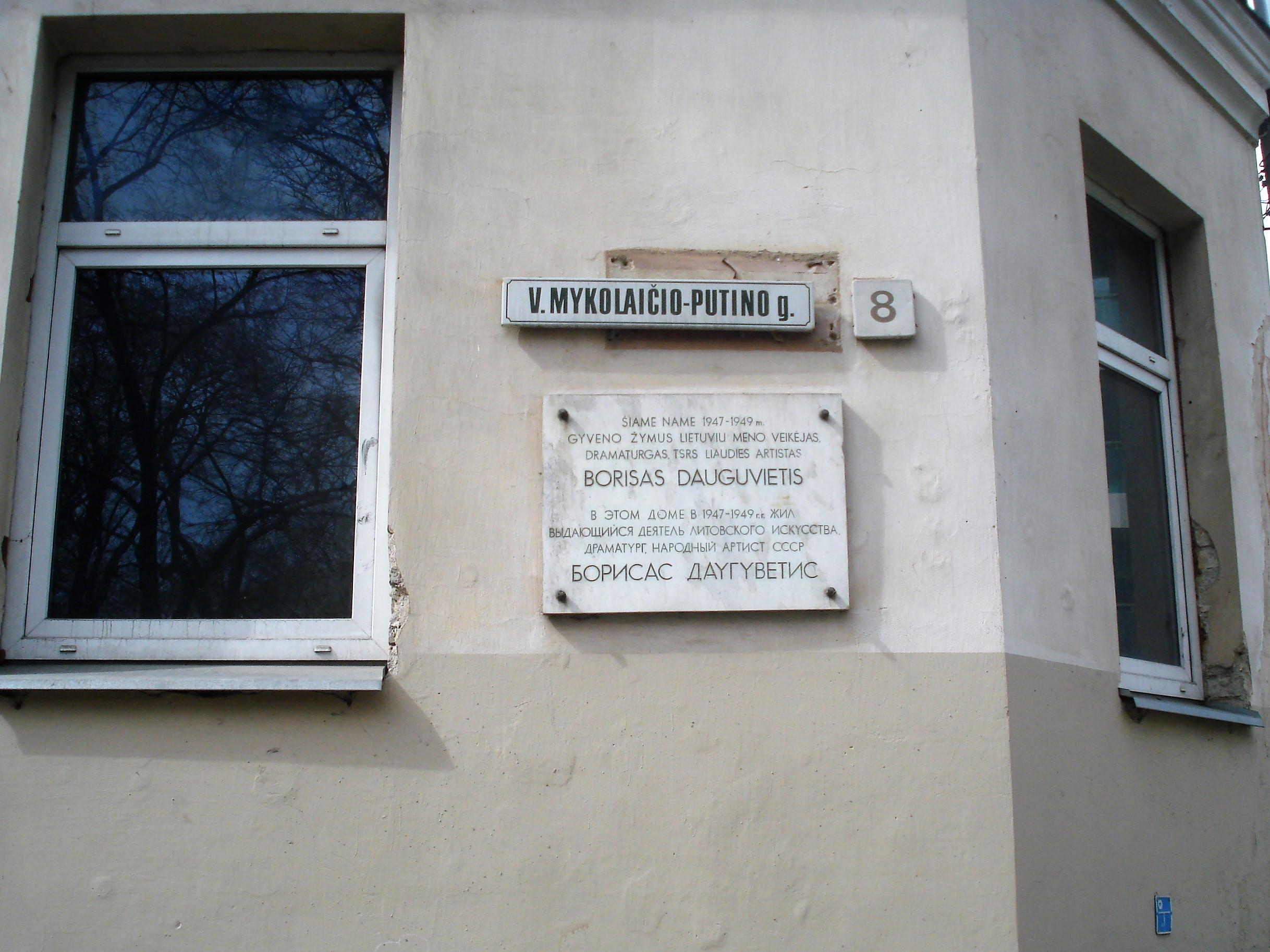
Мемориальная плита

## Память
- На доме в Вильнюсе, в котором в 1947—1949 годах жил Б. Даугуветис (улица В. Миколайчё-Путино 8, Науяместис), установлена мемориальная таблица с надписью на литовском и русском языках: «Šiame name 1947—1949 m. gyveno žymus lietuvių meno veikėjas, dramaturgas, TSRS liaudies artistas Borisas Dauguvietis»[3].
- В 2009 году, в Вильнюсе, в парке Вингис был открыт 9-метровый монумент «Древо единства» скульптора Т. Гутаускаса, на котором, в числе 100 самых известных литовцев, увековечено имя Б. Даугуветиса[4].
- В 2009 году учреждена награда «Boriso Dauguviečio auskaras», присуждаемая за новаторские и оригинальные театральные решения к Международному дню театра.